# Ingeborg Christiane Rosenørn
Ikke at forveksle med Ingeborg Kristiane Rosenørn-Teilmann
Ingeborg Christiane Rosenørn, født Wormskiold (31. juli 1784 i København – 22. april 1859 på Amalienborg) var en dansk overhofmesterinde og filantrop, gift med Peder Otto Rosenørn og mor til Theodor Rosenørn-Teilmann. Hun var søster til Morten Wormskiold.

## Ægteskab
Hun var datter af konferensråd, deputeret i Rentekammeret Peder Wormskiold (26. august 1750 – 15. marts 1824) og Margrethe Mette født Teilmann (9. juni 1757 – 22. november 1837). Tidligt var hun begærlig efter at læse og lære, hun malede, spillede på harpe, sang, skrev vers og kunne mange sprog; Rahbeks Bakkehus åbnede sig for hende og her næredes hendes åndelige interesser, som adledes af hendes stærke pligtfølelse. 3. juli 1807 ægtede hun sin fætter, Peder Otto Rosenørn, dengang amtmand i Ringkøbing Amt. Han købte nu Rindumgård, hvor hun med iver satte sig i spidsen for mange samfundsgavnlige foretagender. I 1820 blev hendes mand stiftamtmand i Aarhus. Efter hans død (1828) tog hun i 1829 ophold i Sorø, for at hendes søn kunne få undervisning på akademiet der. Nu knyttede hun et nøje venskab med B.S. Ingemann, og hendes friske, primitive natur gav digteren mange impulser; i omgang med hende følte han, at «store Livsmagter sloge med Vingerne og bare ham opad». Efter hendes bortrejse fra Sorø (o. 1837) udviklede sig mellem hende og ham en interessant brevveksling, som V. Heise udgav 1881.

## Overhofmesterinde
I København gav hun sig af med asyler, hvorved Dronning Caroline Amalie blev opmærksom på hende; da dronningen stiftede Den kvindelige Plejeforening (1843), blev kammerherreinde Rosenørn dennes forstanderinde i det første år og i alle de følgende dens opofrende, kyndige og klare overbestyrerinde. 1845 blev hun dronningens overhofmesterinde, men skaffede sig ved siden af denne virksomhed tid til at være direktrice for flere filantropiske selskaber. 22. april 1859 døde hun på Amalienborg, hvor dronningen lod holde sørgefest til hendes ære. Til det sidste var hendes sind frisk og modtageligt for alle indtryk. Højt elskede hun Danmark, dets folk, dets natur, dets kunst; hun studerede astronomi, naturvidenskab og historie, men var aldrig nogen blåstrømpe. Hendes væsen var naturligt og fordringsløst.
Der findes et portrætmaleri af August Schiøtt i privateje, en tegning fra 1851 af C. Boleros i Frederiksborgmuseet og et litografi fra 1856 af I.W. Tegner.